# Hangerga (B), Jevargi
Hangerga (B) là một làng thuộc tehsil Jevargi, huyện Gulbarga, bang Karnataka, Ấn Độ.